# 沈峻
沈峻（しん しゅん、生没年不詳）は、南朝梁の官僚・学者。字は士嵩。本貫は呉興郡武康県。

## 経歴
農夫の家に生まれたが、学問を好んで、母の兄弟の太史叔明とともに一族の沈驎士に師事してその門下で年を重ねた。昼に夜に自ら勉学を課し、眠りに落ちそうになると、自らを杖で打って学業を続けた。沈驎士の死後に都の建康に出て、講義の場を巡り歩き、五経に広く通じ、三礼を得意とするようになった。
王国中尉を初任とし、しばらくして侍郎に転じたが、いずれのときも国子助教を兼ねた。吏部郎の陸倕が沈峻を推薦する書状を僕射の徐勉に送った。徐勉は推薦に従って、沈峻に五経博士を兼ねさせるよう奏上した。沈峻が館で講義をおこなうと、聴講する者が数百人に達した。華容県令として出向し、建康に召還されて員外散騎侍郎の位を受け、再び五経博士を兼ねた。
ときに中書舎人の賀琛が『梁官』編纂の勅命を受けると、沈峻と孔子祛を西省学士に任じるよう上申して、編纂を助けさせた。その書が完成すると、沈峻は入朝して中書通事舎人を兼ねた。武康県令として出向し、在官のまま死去した。
子に沈文阿があった。

## 伝記資料
- 『梁書』巻48 列伝第42
- 『南史』巻71 列伝第61